# Traiana
Traiana è una frazione del comune di Terranuova Bracciolini, nella provincia di Arezzo.
Il borgo è posizionato tra Arezzo e il Valdarno, alle pendici del Pratomagno, ed è circondato da boschi, vitigni e uliveti sfruttati per la produzione di prodotti tipici come vino Chianti, olio e il classico fagiolo zolfino.

## Storia
In antichità era un insediamento di origine romana situato tra l'arteria romana che collegava Fiesole ad Arezzo chiamata "Cassia Vetus" oggi Via Setteponti.
Successivamente divenne castello medievale, della grande famiglia ghibellina degli Ubertini che nella prima metà del trecento venne assoggettato al dominio fiorentino.

## Monumenti e luoghi d'interesse
- Chiesa dei Santi Fabiano e Sebastiano, di aspetto settecentesco, con attigua cappella della Compagnia dell'Annunziata che conserva una tela di Giovanni Martinelli con l'Annunciazione. Il dipinto, purtroppo danneggiato da un'estesa bruciatura nella porzione a destra in alto[2], è forse databile nella seconda metà degli anni venti del Seicento. La scena mostra infatti una soluzione luministica ancora di ricordo romano caravaggesco, ma di grande originalità, con il luminoso angelo di eleganza vouettiana al cospetto di una Vergine intimidita, sorpresa nella penombra[3].

## Sport

### Calcio
Traiana possiede una squadra di calcio, la ASD Terranuova Traiana (precedentemente  nota solo come Traiana) che nella stagione 2024-2025 milita in Serie D. Divenne Asd Terranuova Traiana Calcio dalla stagione 2014-2015 divenendo la prima realtà cittadina di Terranuova dopo il fallimento della Terranuovese.